# برنامج تقديم

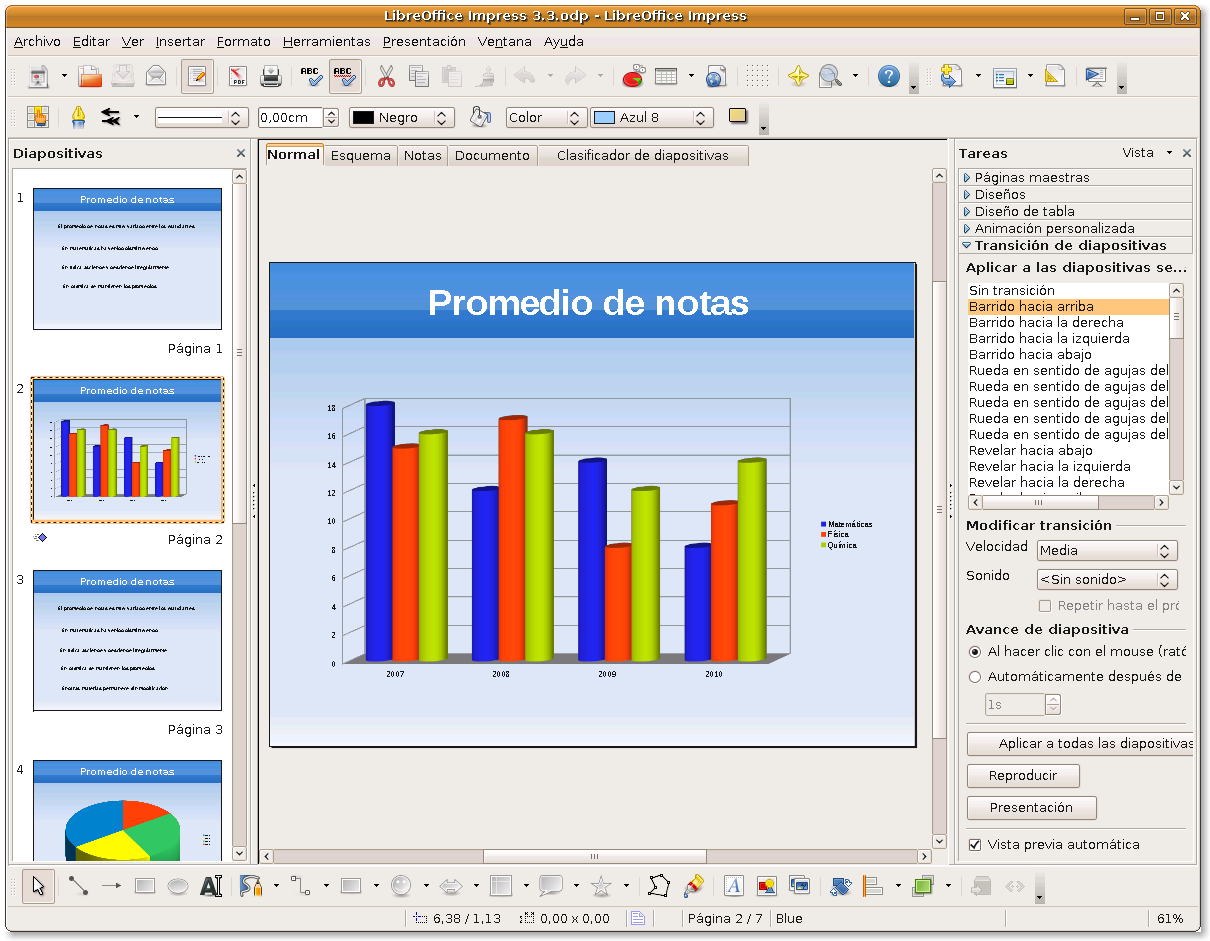

برامج التقديم هي برمجيات حاسوب، تستخدم لعرض المعلومات (على شكل شرائح عرض بشكل عام). عادة ما تحتوي على ثلاث وظائف رئيسة: محرر يسمح بإدخال وتنسيق النصوص، وطريقة لإدخال الصور والأشكال وتغيير وضعيتها، ونظام عرض الشرائح كي يتم عرض المحتوى. أما أشهر برمجيات التقديم فهو باور بوينت من مايكروسوفت.

## أمثلة
من الأمثلة على برامج التقديم:
- مايكروسوفت بوربوينت
- تقديمات كوريل
- جوجل دوكس
- سلايد روكيت
- أبل كينوت
- برزي